# Mezali (Cameroun)
Mezali est un village de l'arrondissement d'Akono, département de la Méfou-et-Akono dans la région du Centre au Cameroun. 

## Population et société
En 1965, la population de Mezali était de 188 habitants, principalement des Ewondo. Lors du recensement de 2005, 167 habitants y ont été dénombrés.